# Rebecca Spencer
Rebecca Leigh Spencer (Harrow, 22 febbraio 1991) è una calciatrice giamaicana, portiere del Tottenham e della nazionale giamaicana.

## Biografia
Rebecca Spencer è nata il 22 febbraio 1991 al Northwick Park Hospital di Harrow. Ha iniziato a giocare a calcio a circa 5 anni e sebbene da bambina preferisse il ruolo di centrocampista, all'età di 10 anni era il portiere della squadra della Welldon Park First and Middle School. In seguito, ha frequentato il Rooks Heath College e nel gennaio 2009 ha studiato come preparatore atletico all'Oaklands College di St Albans.

## Carriera

### Club
Dopo un'esperienza al Watford, Spencer è entrata nelle giovanili dell'Arsenal nel 2001. Nel 2006 è stata aggregata alla prima squadra, come riserva di Emma Byrne. Nell'aprile 2008 ha esordito nella FA Women's Premier League. Non trovando molto spazio con i Gunners, e dopo qualche esperienza in prestito, nel dicembre 2011 Spencer si trasferì al Soyaux, squadra militante nella Division 1 Féminine. Per motivi familiari nel marzo 2012 ha lasciato la Francia ed è rientrata in patria. Dopo una breve permanenza all'Arsenal, Spencer ha firmato per il Birmingham City una prima volta nel 2012 e una seconda volta nel 2013. Nel gennaio 2016 si è trasferita al Chelsea.  Due anni più tardi Spencer ha firmato un contratto con il West Ham United, collezionando 12 presenze in campionato e quattro nella FA Women's League Cup. Al termine della stagione, scaduto il contratto con il West Ham, si è trasferita al Tottenham.

## Statistiche

### Cronologia presenze e reti in nazionale
Statistiche aggiornate al 25 ottobre 2024.
| Cronologia completa delle presenze e delle reti in nazionale ― Giamaica | Cronologia completa delle presenze e delle reti in nazionale ― Giamaica | Cronologia completa delle presenze e delle reti in nazionale ― Giamaica | Cronologia completa delle presenze e delle reti in nazionale ― Giamaica | Cronologia completa delle presenze e delle reti in nazionale ― Giamaica | Cronologia completa delle presenze e delle reti in nazionale ― Giamaica | Cronologia completa delle presenze e delle reti in nazionale ― Giamaica | Cronologia completa delle presenze e delle reti in nazionale ― Giamaica |
| Data                                                                    | Città                                                                   | In casa                                                                 | Risultato                                                               | Ospiti                                                                  | Competizione                                                            | Reti                                                                    | Note                                                                    |
| ----------------------------------------------------------------------- | ----------------------------------------------------------------------- | ----------------------------------------------------------------------- | ----------------------------------------------------------------------- | ----------------------------------------------------------------------- | ----------------------------------------------------------------------- | ----------------------------------------------------------------------- | ----------------------------------------------------------------------- |
| 24-10-2021                                                              | Fort Lauderdale                                                         | Costa Rica                                                              | 0 – 0                                                                   | Giamaica                                                                | Amichevole                                                              | -                                                                       |                                                                         |
| 18-2-2022                                                               | Kingston                                                                | Giamaica                                                                | 4 – 0                                                                   | Bermuda                                                                 | Qual. CONCACAF Women's Championship 2022                                | -                                                                       |                                                                         |
| 9-4-2022                                                                | George Town                                                             | Isole Cayman                                                            | 0 – 9                                                                   | Giamaica                                                                | Qual. CONCACAF Women's Championship 2022                                | -                                                                       | 46’                                                                     |
| 13-4-2022                                                               | Kingston                                                                | Giamaica                                                                | 5 – 1                                                                   | Rep. Dominicana                                                         | Qual. CONCACAF Women's Championship 2022                                | -                                                                       |                                                                         |
| 5-7-2022                                                                | San Nicolás de los Garza                                                | Messico                                                                 | 0 – 1                                                                   | Giamaica                                                                | CONCACAF Women's Championship 2022                                      | -                                                                       | 73’                                                                     |
| 8-7-2022                                                                | Guadalupe                                                               | Giamaica                                                                | 0 – 5                                                                   | Stati Uniti                                                             | CONCACAF Women's Championship 2022                                      | -                                                                       |                                                                         |
| 12-7-2022                                                               | Guadalupe                                                               | Giamaica                                                                | 4 – 0                                                                   | Haiti                                                                   | CONCACAF Women's Championship 2022                                      | -                                                                       |                                                                         |
| 15-7-2022                                                               | San Nicolás de los Garza                                                | Canada                                                                  | 3 – 0                                                                   | Giamaica                                                                | CONCACAF Women's Championship 2022                                      | -                                                                       |                                                                         |
| 19-7-2022                                                               | Guadalupe                                                               | Costa Rica                                                              | 0 – 1 dts (0-0 dtr)                                                     | Giamaica                                                                | CONCACAF Women's Championship 2022                                      | -                                                                       |                                                                         |
| 16-2-2023                                                               | Gosford                                                                 | Spagna                                                                  | 3 – 0                                                                   | Giamaica                                                                | Cup of Nations                                                          | -                                                                       |                                                                         |
| 22-2-2023                                                               | Newcastle                                                               | Australia                                                               | 3 – 0                                                                   | Giamaica                                                                | Cup of Nations                                                          | -                                                                       |                                                                         |
| 23-7-2023                                                               | Sydney                                                                  | Francia                                                                 | 0 – 0                                                                   | Giamaica                                                                | Mondiali 2023                                                           | -                                                                       |                                                                         |
| 29-7-2023                                                               | Perth                                                                   | Panama                                                                  | 0 – 1                                                                   | Giamaica                                                                | Mondiali 2023                                                           | -                                                                       |                                                                         |
| 2-8-2023                                                                | Melbourne                                                               | Giamaica                                                                | 0 – 0                                                                   | Brasile                                                                 | Mondiali 2023                                                           | -                                                                       |                                                                         |
| 8-8-2023                                                                | Melbourne                                                               | Colombia                                                                | 1 – 0                                                                   | Giamaica                                                                | Mondiali 2023                                                           | -                                                                       |                                                                         |
| 23-9-2023                                                               | Kingston                                                                | Giamaica                                                                | 0 – 2                                                                   | Canada                                                                  | Qualificazioni Olimpiadi                                                | -                                                                       |                                                                         |
| 27-9-2023                                                               | Toronto                                                                 | Canada                                                                  | 2 – 1                                                                   | Giamaica                                                                | Qualificazioni Olimpiadi                                                | -                                                                       |                                                                         |
| 1-6-2024                                                                | Recife                                                                  | Brasile                                                                 | 4 – 0                                                                   | Giamaica                                                                | Amichevole                                                              | -                                                                       |                                                                         |
| 25-10-2024                                                              | Montbéliard                                                             | Francia                                                                 | 3 – 0                                                                   | Giamaica                                                                | Amichevole                                                              | -                                                                       |                                                                         |
| Totale                                                                  |                                                                         | Presenze                                                                | 19                                                                      |                                                                         | Reti                                                                    | -                                                                       |                                                                         |